# Supercoppa di Bulgaria 2024
La Supercoppa di Bulgaria 2024 è stata la 21ª edizione di tale competizione, disputata il 4 febbraio 2025 allo Stadio Hristo Botev di Plovdiv. La sfida ha visto contrapposte il Ludogorec, vincitore del campionato e il Botev Plovdiv, vincitore della coppa nazionale. Il Ludogorec ha avuto la meglio per 3-2, conquistando il trofeo per l'ottava volta nella sua storia.

## Tabellino
| Arbitro: | Draganov (Varna) |

|                                        |           |                     |
| Almeida 66’ Piotrowski 70’ Čočev 90+2’ | Marcatori | 60’ Akere 84’ Maras |